# Jim Trifunov
James „Jim” Trifunov (ur. 18 lipca 1903 w Truax w prowincji Saskatchewan, zm. 27 czerwca 1993 w Winnipeg) – kanadyjski zapaśnik walczący w stylu wolnym. Trzykrotny olimpijczyk. Brązowy medalista z Amsterdamu 1928; siódmy w Los Angeles 1932 i dziewiąty w Paryżu 1924. Walczył w wadze koguciej.
Złoty medalista igrzysk Imperium Brytyjskiego w 1930 roku.

## Letnie Igrzyska Olimpijskie 1924
| Konkurencja      | Rundy eliminacyjne  | Klas. końcowa |
| Konkurencja      | 1/8                 | Miejsce       |
| ---------------- | ------------------- | ------------- |
| 56 kg styl wolny | Bert Sansum (GBR) P | 9.            |

## Letnie Igrzyska Olimpijskie 1928
| Konkurencja      | Rundy eliminacyjne     | Rundy eliminacyjne  | Klas. końcowa |
| Konkurencja      | 1/4                    | o 3 miejsce         | Miejsce       |
| ---------------- | ---------------------- | ------------------- | ------------- |
| 56 kg styl wolny | Clement Spapen (BEL) P | Bert Sansum (GBR) Z | 3.            |

## Letnie Igrzyska Olimpijskie 1932
| Konkurencja      | Rundy eliminacyjne       | Rundy eliminacyjne    | Klas. końcowa |
| Konkurencja      | Przeciwnik I             | Przeciwnik II         | Miejsce       |
| ---------------- | ------------------------ | --------------------- | ------------- |
| 56 kg styl wolny | Jeorjos Zerwinis (GRE) P | Aatos Jaskari (FIN) P | 7.            |